# Pilea verrucosa
Pilea verrucosa es una especie de planta del género Pilea, perteneciente a la familia Urticaceae.

## Taxonomía
Pilea verrucosa fue descrita por Ellsworth Paine Killip en 1925.

## Distribución
Se encuentra en el territorio de Perú.